# 圣日耳曼苏杜
圣日耳曼苏杜（法語：Saint-Germain-sous-Doue，法語發音：[sɛ̃ ʒɛʁmɛ̃ su du] ⓘ，意为“杜下方的圣日耳曼”）是法国塞纳-马恩省的一个市镇，属于普罗万区。

## 地理
圣日耳曼苏杜（48°51'3"N, 3°8'38"E）面积10.01 平方千米，位于法国法蘭西島大區塞纳-马恩省，该省份为法国北部内陆省份，北起瓦兹省，西接埃松省、马恩河谷省、塞纳-圣但尼省和瓦兹河谷省，南至卢瓦雷省，东南接约讷省，东临马恩省和奥布省，东北接埃纳省。
与圣日耳曼苏杜接壤的市镇（或旧市镇、城区）包括：欧努瓦、布瓦西勒沙泰勒、杜村、茹阿爾、圣但尼莱勒拜。

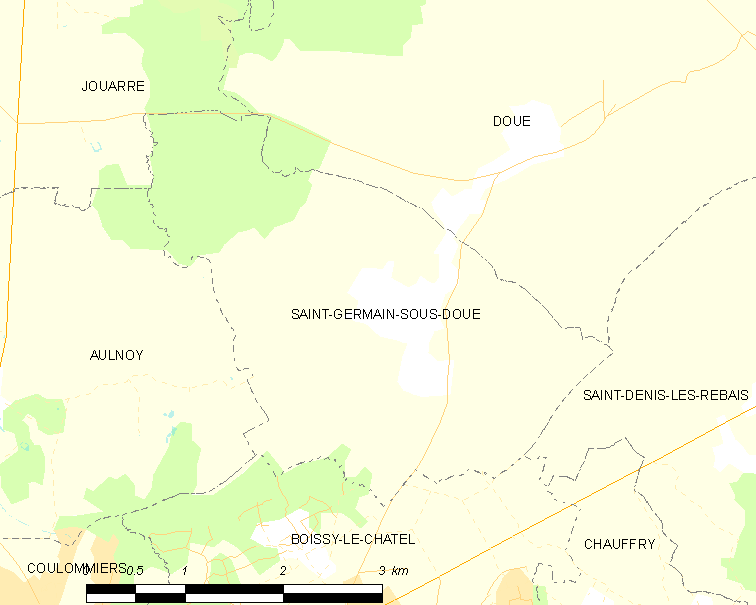
圣日耳曼苏杜的OSM定位图

圣日耳曼苏杜的时区为UTC+01:00、UTC+02:00（夏令时）。

## 行政
圣日耳曼苏杜的邮政编码为77169，INSEE市镇编码为77411。

## 政治
圣日耳曼苏杜所属的省级选区为库洛米耶县。

## 人口

1962-2008年间圣日耳曼苏杜人口变化图示

圣日耳曼苏杜于2022年1月1日时的人口数量为553人。